# Trilogía de El hobbit
La trilogía de El hobbit, adaptación cinematográfica basada en la novela homónima (publicada en 1937 y escrita por el filólogo británico J. R. R. Tolkien), comprende tres películas épicas de fantasía, acción y aventuras: El hobbit: un viaje inesperado (2012), El hobbit: la desolación de Smaug (2013) y El hobbit: la batalla de los Cinco Ejércitos (2014). Las tres películas fueron estrenadas bajo los formatos IMAX, 3D y 3D HFR (48 fps).
El proyecto fue abordado por el neozelandés Peter Jackson, director de la trilogía cinematográfica basada en la novela El Señor de los Anillos, predecesora de El hobbit; actuando desde un primer momento como productor y principal impulsor de la idea. Sin embargo, en este caso Jackson se había apartado de la dirección, y las cintas iban a ser dirigidas por el mexicano Guillermo del Toro; pero este renunció a ello a finales de mayo de 2010, a causa del retraso en el comienzo de la filmación por los problemas financieros que atraviesa la casa productora Metro Goldwyn Mayer. Jackson tomó entonces la decisión de hacerse cargo de ambas facetas del proyecto de El hobbit, como ya había hecho con el de El Señor de los Anillos. A pesar de la renuncia de Del Toro, ambos se han encargado del guion de las películas, junto a Philippa Boyens y Fran Walsh, esposa de Jackson.
Los estudios Warner Bros. y MGM confirmaron el 1 de septiembre de 2012 las fechas de lanzamiento así como los títulos definitivos de las tres películas, una vez Jackson decidiera finalmente que el proyecto sería una trilogía y no una bilogía como se estableció inicialmente. La primera, El hobbit: un viaje inesperado, llegó a los cines el 13 de diciembre de 2012; la segunda, El hobbit: la desolación de Smaug, se estrenó el 13 de diciembre de 2013; y la tercera, El hobbit: la batalla de los Cinco Ejércitos, fue estrenada el 17 de diciembre de 2014.

## Génesis del proyecto
Entre finales de septiembre y principios de octubre de 1995, Peter Jackson y Fran Walsh, que por entonces se hallaban inmersos en la producción de The Frighteners, expresaron originalmente su interés por adaptar la obra de J. R. R. Tolkien al cine y se pusieron en contacto con el presidente de Miramax Films, Harvey Weinstein, quien se mostró interesado. El plan inicial era realizar una película de El hobbit y, si esta tenía éxito, adaptar El Señor de los Anillos en dos partes completando una trilogía. Para ello decidieron entablar negociaciones con Saul Zaentz, al que creían propietario de todos los derechos desde antes de su película animada de 1978. Los planes se frustraron cuando Weinstein descubrió que Zaentz sólo tenía los derechos de producción de El hobbit, pues los derechos de distribución todavía pertenecían a United Artists, que los había mantenido, con ánimo de lucro, creyendo que los cineastas preferirían adaptar la sencilla El hobbit antes que la compleja El Señor de los Anillos. Las negociaciones con Zaentz, quien aún ostentaba los derechos de producción de ambas obras, se alargaron y, además, Weinstein no consiguió adquirir los derechos de distribución de El hobbit en manos de United Artists, compañía «en venta permanente» en aquella época. Weinstein instó a Jackson a centrarse en El Señor de los Anillos, aunque finalmente la adaptación fue producida por New Line Cinema, no por Miramax, y se estrenó en tres partes a principios de los años 2000. Los derechos de Weinstein para filmar El hobbit expiraban en 2010. En septiembre de 2006, Metro-Goldwyn-Mayer, nueva dueña de UA y por tanto de los derechos de distribución de El hobbit, mostró su interés por asociarse con New Line y Jackson para realizar la adaptación cinematográfica de la novela.
El 16 de diciembre de 2007, se anunció que Jackson sería el productor ejecutivo de El hobbit y su secuela. New Line y MGM cofinanciarían la película y MGM (vía 20th Century Fox) la distribuiría fuera de América del Norte. Es la primera vez que New Line tiene un acuerdo como este con otro estudio. El presupuesto de cada película se estima en 150 millones de dólares, que se compara con el presupuesto de 94 millones de dólares que Jackson tuvo para cada una de las películas de la trilogía de El Señor de los Anillos. Después de completar la fusión entre New Line Cinema y Warner Bros. en febrero de 2008, se anunció que el estreno de las dos partes estaba previsto para diciembre de 2011 y 2012. En aquellos momentos se suponía que el productor Mark Ordesky volvería a supervisar las precuelas; y Jackson explicó que había elegido no dirigirlas porque hubiese sido insatisfactorio competir con sus películas previas. 

### Segunda película
En septiembre de 2006, Peter Jackson comentó en una entrevista para Entertainment Weekly que la productora MGM estaba interesada en realizar dos películas sobre El hobbit y calificó la propuesta de inteligente porque, además de generar más beneficios, la novela era relativamente ligera en comparación con El Señor de los Anillos y de esta forma se podría ampliar con escenas que no aparecían en ella, pero sí en otros escritos de J. R. R. Tolkien, como la reunión del Concilio Blanco que explica el hecho de que Gandalf desaparezca por un tiempo. Después de su contratación en 2008, Guillermo del Toro confirmó que la secuela trataría sobre estas partes que no se ven en la primera. No obstante, el contenido de esa segunda película se hacía depender de cuántos actores pudieran repetir en los papeles que interpretaron en El Señor de los Anillos. Finalmente, una vez finalizado el rodaje de las dos películas, Jackson confirmó a través de su cuenta en Facebook que habría una tercera con el fin de contar más sobre la historia. Hasta abril de 2014, la producción de la tercera película llevaba el subtítulo There And Back Again, hasta que Peter Jackson confirmó un nuevo título, The Hobbit: The Battle of the Five Armies.

### Polémica
En marzo de 2005, Jackson interpuso una demanda contra New Line, afirmando que había perdido ingresos provenientes del lanzamiento de productos de merchandising, videojuegos y juegos de ordenador relacionados con La Comunidad del Anillo. Con esto no buscaba un acuerdo específico sino que exigía una auditoría para ver si New Line le había privado de dinero. Aunque Jackson quería solucionar esta situación antes de hacer la película, pensó que la demanda no sería grave y que New Line seguiría dejándole hacer El hobbit. El cofundador de New Line, Robert Shaye, molesto por la demanda, dijo en enero de 2007 que Jackson nunca dirigiría otra película para New Line, y le acusó de ser un avaro. El director de MGM, Harry Sloan, paró el desarrollo, ya que quería que Jackson estuviera involucrado. En agosto, después de una sucesión de fracasos e intentando reparar su relación con el director, Shaye dijo: "respeto y admiro mucho a Peter y me encantaría que estuviera involucrado de alguna manera en el proceso de creación de El hobbit". Al mes siguiente, se multó a New Line con 125.000 dólares por no proveer los documentos de contabilidad requeridos.
Ese mismo mes, el Tolkien Estate, a través de la organización benéfica británica Tolkien Trust, y HarperCollins Publishers interpusieron una demanda contra New Line por fraude e incumplimiento del contrato. Asimismo, exigieron una compensación de 220 millones de dólares. En la demanda se mostraba que New Line solamente había pagado por adelantado a Estate una cuota de 62.500 dólares, a pesar de que las ganancias obtenidas, a escala global, por la venta de entradas y de merchandishing de la trilogía están estimadas en 6 mil millones de dólares. En la demanda se argumentaba que Estate tenía derecho al 7,5% de los beneficios obtenidos gracias a las películas de Tolkien, tal y como estaba estipulado en los acuerdos previos. De la misma manera, con esta demanda se intentaba bloquear la filmación de El hobbit, que se acordó por una cantidad de dinero que se desconoce en septiembre de 2009. Sin embargo, las cuentas de 2009 de Tolkien Trust muestran que recibió un pago de 24 millones de libras (un poco más de 38 millones de dólares americanos) en relación con los acuerdos de los derechos de las películas. Christopher Tolkien dijo: "los miembros del consejo de administración lamentan que haya sido necesaria una acción legal, pero se alegran de que esta disputa se haya resuelto con unas condiciones satisfactorias que permitirán a Tolkien Trust continuar con sus objetivos caritativos de manera adecuada. Los miembros del consejo de administración admiten que New Line ahora puede continuar con su propuesta de película para El hobbit".
En ciertos momentos de la preproducción llegó a ponerse en entredicho que pudiera concretarse el proyecto, debido a un conflicto legal entre New Line Cinema (y a través de esta, Warner Brothers) y Tolkien Estate, la organización encargada de administrar el patrimonio literario de Tolkien. Según Christopher Tolkien, hijo y heredero literario de J. R. R. Tolkien, y quien es también presidente de esta organización, al momento de la cesión de los derechos para la producción de las adaptaciones literarias el acuerdo contemplaba una participación del 7,5% de las ganancias de las películas para la familia Tolkien, lo cual asciende a aproximadamente 158 millones de dólares (la trilogía fílmica de El Señor de los Anillos recaudó aproximadamente 6.000 millones de dólares), los cuales no habían sido cancelados por la productora en favor de esta fundación. Debido a este alegado incumplimiento de contrato por New Line, los Tolkien podrían haber pretendido cancelar la adaptación de El hobbit.

## Preproducción
En enero de 2009, Guillermo del Toro comentó en una entrevista para MTV que los artistas John Howe y Alan Lee, ilustradores de las obras de J. R. R. Tolkien y colaboradores de Jackson en la trilogía de El Señor de los Anillos, ya habían comenzado a dibujar los primeros diseños para la película y que en breve se les uniría Mike Mignola, autor del cómic Hellboy y colaborador de Del Toro en las adaptaciones de su obra y en El laberinto del fauno.

### Reparto
En 2008, Guillermo del Toro contactó con Ian McKellen, Andy Serkis y Viggo Mortensen, quienes interpretaron a Gandalf, Gollum/Sméagol y Aragorn, respectivamente, en la trilogía de El Señor de los Anillos, para que volvieran a desempeñar sus papeles en las adaptaciones de El hobbit. En junio de ese mismo año, Christopher Lee, quien interpretó al mago Saruman en la trilogía, mostró en una entrevista para la revista Empire su interés por recrear la corrupción de su personaje hasta convertirse en aliado de Sauron; no obstante, durante otra entrevista concedida unos días después en el Festival Internacional de Cine de Karlovy Vary, el actor declaró que el viaje a Nueva Zelanda no sería recomendable para alguien de su edad (88 años en esos momentos) y mostró su resignación ante la posibilidad de que sus escenas fueran cortadas de nuevo —Peter Jackson suprimió su única aparición en la versión estrenada en cines de El Señor de los Anillos: el retorno del Rey, aunque posteriormente fue incorporada en la versión extendida lanzada en DVD—. Lee comentó, además, que sí le gustaría prestar su voz al dragón Smaug.
Doug Jones, quien ya había trabajado con Del Toro en otras películas, se interesó por el papel de Thranduil, rey de los elfos del Bosque Negro y padre de Legolas. El cineasta, por otro lado, afirmó en una entrevista para MTV que le gustaría contar con la participación de Jones, aunque no necesariamente en el papel de Thranduil. Tras la marcha de Del Toro y dado que Jackson no contactó con él, Jones confirmó que aún estaba interesado en participar en El hobbit siempre y cuando su rodaje no entrara en conflicto con el de Lovecraft.
Del Toro consideró la posibilidad de que Ian Holm, intérprete de Bilbo Bolsón en la trilogía, fuera el narrador de la película. En enero de 2009, el cineasta confirmó que tenían en mente alrededor de cuatro actores para interpretar a Bilbo, aunque aún no habían contactado con ninguno. Entre los actores más nombrados como posibles intérpretes del papel se cuentan a James McAvoy (quien interpretó al personaje de Tumnus en la adaptación cinematográfica de la primera entrega de Las crónicas de Narnia y al Profesor Xavier en X-Men: primera generación) y Daniel Radcliffe (célebre por su papel como Harry Potter)
A pesar de haberse involucrado por más de dos años en el diseño y producción de las adaptaciones al cine, el 31 de mayo de 2010, el mexicano Guillermo del Toro renunció a la dirección de las cintas, a causa del retraso en el comienzo de la filmación, debido a problemas financieros que atraviesa la productora Metro Goldwyn Mayer.
Después de que el proyecto recibiera luz verde, Warner Bros. desveló en un comunicado a los primeros miembros del reparto: Martin Freeman como Bilbo Bolsón, Richard Armitage como Thorin, Dean O'Gorman como Fíli, Aidan Turner como Kíli, Graham McTavish como Dwalin, John Callen como Óin, Stephen Hunter como Bombur, Mark Hadlow como Dori y Peter Hambleton como Glóin. Unos días después, la compañía anunció que James Nesbitt interpretaría a Bofur y Adam Brown a Ori.
A principios de enero de 2011, Ian McKellen y Andy Serkis fueron confirmados en sus respectivos papeles, mientras que Christopher Lee confirmó a través de su página web oficial que volverá a interpretar a Saruman.
Ya a finales de abril, Peter Jackson comunicó, vía Facebook, que el papel de Fíli será interpretado finalmente por Dean O'Gorman, actor neozelandés conocido por su papel en El joven Hércules, sin que trascendiera el motivo del reemplazo de Rob Kazinsky. En el mismo comunicado anunció la presencia de Lee Pace como el rey Thranduil, descartando, por tanto, a Doug Jones. A finales de mayo,  Jackson confirma a través de Facebook la presencia de Orlando Bloom retomando el papel de Legolas, y ya en junio a los siguientes cuatro actores: Evangeline Lilly interpretando a «un personaje nuevo», una elfa silvana llamada Tauriel; Barry Humphries encarnando al Rey Trasgo; Luke Evans como Bardo, y Benedict Cumberbatch como Smaug.

## Rodaje
A pesar de los retrasos, El hobbit comenzó su rodaje el 21 de marzo de 2011 en Nueva Zelanda, y finalizó el 6 de julio de 2012, tras 266 días de filmación.
Como consecuencia de la decisión de convertir El hobbit en una trilogía, en 2013 se filmaron escenas adicionales durante 10 o 12 semanas. Además, Peter Jackson afirmó que la Batalla de los Cinco Ejércitos no había sido rodada aún.[cita requerida]

### Localizaciones de filmación
| Lugar ficticio                      | Ubicación específica en Nueva Zelanda | Área general en Nueva Zelanda |
| ----------------------------------- | ------------------------------------- | ----------------------------- |
| El Río del Bosque Negro             | Aratiatia Spillway                    | Taupo                         |
| Ciudad del Lago                     | Braemar Station                       | Tekapo                        |
| Complemento de Ciudad del Lago      | Canaan Downs                          | Takaka                        |
| El Bosque de los Trolls             | Denize Bluffs                         | Mangaotaki                    |
| Valles del Anduin                   | Earnslaw Burn                         | Mount Aspiring National Park  |
| Valles del Anduin                   | Estación Eweburn                      | Te Anau                       |
| La Carroca                          | David's Knoll                         | Fiordland                     |
| Complemento de La Carroca           | Greenstone Track                      | Greenstone                    |
| La cueva de Gollum (visualmente)    | Harwoods Hole                         | Takaka                        |
| Hobbiton                            | Matamata                              | Waikato                       |
| Orillas de la Ciudad del Lago       | Miramar Peninsula                     | Wellington                    |
| Los alrededores de la casa de Beorn | Estación Ohuto                        | Ohakune                       |
| Casa de Beorn                       | Paradise                              | Otago                         |
| El Río del Bosque                   | Pelorus River                         | Marlborough                   |
| Montañas Nubladas                   | The Remarkables                       | Otago                         |
| Colinas del Valle                   | Rock and Pillar Range                 | Otago                         |
| Colinas del Valle                   | Speargrass Flat                       | Otago                         |
| Rhudaur                             | Strath Taieri                         | Middlemarch                   |
| Vallelargo                          | Treble Cone Ski Resort                | Wanaka                        |
| Vallelargo                          | Turoa Ski Area                        | Mount Ruapehu                 |
| La Montaña Solitaria                | Wanaka-Mt Aspiring Rd                 | Wanaka                        |

### Tecnología
Las películas fueron filmadas en 3D usando cámaras Epic Red. De acuerdo con un video diario de producción, 48 cámaras Epic fueron utilizadas durante la producción de la película. La producción empleó un equipo especial diseñado por «3ality Technica», utilizando dos cámaras y un espejo para lograr un efecto intraocular similar al de la vista humana (la distancia entre los ojos). Así se consigue la profundidad requerida para la película en 3D.
En abril de 2011, Jackson reveló a través de su página en Facebook que filmaría «The Hobbit» a 48 fps (imágenes por segundo) en lugar de los 24 fps normales.
Además, las películas fueron filmadas con una resolución de 5K, nativa de las cámaras Red Epic, que proporciona una imagen más detallada que la resolución convencional de 4K. Las películas fueron grabadas digitalmente en unidades de estado sólido de 128 GB que encajan en la cámara Red Epic.

### Supuesto abuso de animales
La organización, Personas por el Trato Ético de los Animales (PETA), pidió al gobierno de Nueva Zelandia investigar las acusaciones por 27 animales usados para la película que murieron debido a las malas condiciones en las que se encontraban. Los reclamos también incluían ovejas que caen en los sumideros, pollos que son atacados por perros sin supervisión, un caballo que cae sobre un terraplén empinado, y otro que se deja en el suelo durante tres horas después de ser herido. PETA dice que en lugar de "defenderse en vano a sí mismo", Peter Jackson debería estar dando "una firme garantía de que esto nunca volverá a suceder". También llamaron a Jackson un "amo de CGI", indicando que él podría hacer fácilmente animales CGI convincentes, en vez de usar los reales. Peter Jackson negó estas acusaciones en una conferencia de prensa horas antes del estreno de la primera película afirmando que no había "Absolutamente nada, ningún maltrato, ningún abuso". Warner Bros. también dio a conocer una declaración en la que se unía a Peter Jackson, donde igualmente negaba las acusaciones, cuestionando el momento y alegando que la fuente principal de las denuncias podría ser rastreada hasta los juerguistas freelance que habían sido despedidos por la producción de un año antes "por su misma culpa ". Todos los reclamos quedaron en una mera injuria de PETA.

## Posproducción

### Música
La música de la serie «The Hobbit» fue compuesta, orquestada, dirigida y producida por Howard Shore, quien escribió las partituras de las tres películas de "El Señor de los Anillos". Las sesiones de grabación para la primera película comenzaron el 20 de agosto de 2012, en los estudios de Abbey Road. La segunda y tercera películas se grabaron en Nueva Zelanda.
La partitura de «Un viaje Inesperado» fue interpretada principalmente por la Orquesta Filarmónica de Londres, como lo fue para «El Señor de los Anillos», aunque Jackson y Shore eligieron la Orquesta Sinfónica de Nueva Zelanda para tocar en «La desolación de Smaug» y «La batalla de los Cinco Ejércitos». Los músicos Neil Finn y Ed Sheeran contribuyeron a la partitura, así como algunos actores:Richard Armitage y el elenco de enanos y James Nesbitt (en la edición extendida).

### Efectos Visuales
Al igual que con la «trilogía de El Señor de los Anillos», Weta Digital participó en la creación de efectos especiales. Sin embargo, a diferencia de El Señor de los Anillos, donde los actores que interpretaron a los orcos tuvieron que usar maquillaje de cuerpo completo y prótesis; muchos de los actores en «El hobbit» tenían rostros generados por computadora. Muchos de los actores que interpretaron a los Orcos en esta trilogía lo hicieron a través de la técnica de captura de rendimiento. Además, la captura de movimiento se utilizó con el fin de crear lugares donde se desarrollaran las películas.

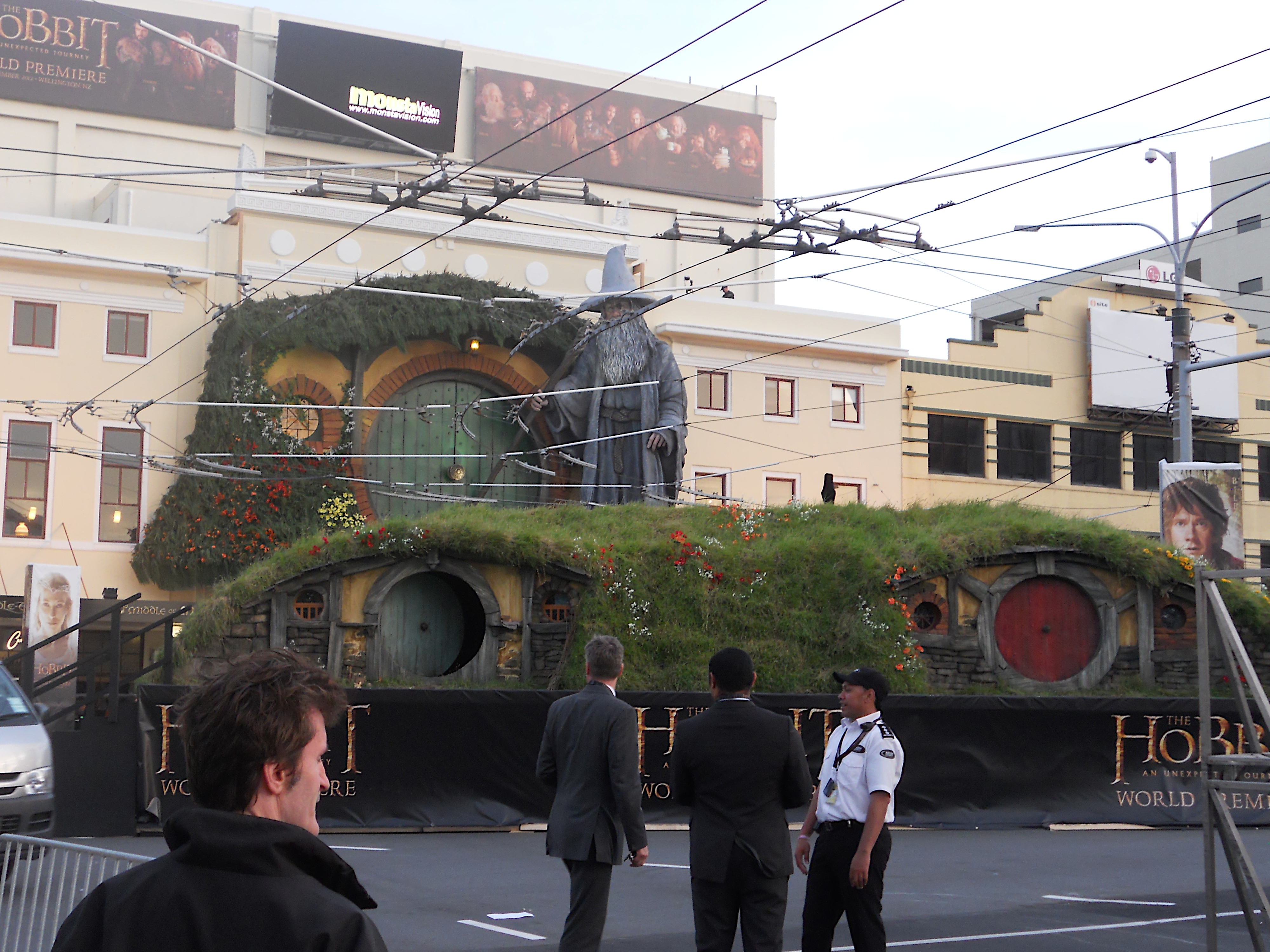
Un standee fuera del teatro de la embajada en Wellington, Nueva Zelanda, en el estreno mundial de El hobbit: un viaje inesperado.

## Recepción

### Rendimiento de taquilla
| Película                          | Fecha de estreno        | Taquilla en bruto | Taquilla en bruto | Taquilla en bruto | Récords de taquilla | Presupuesto   | Referencia        |
| Película                          | Fecha de estreno        | Norteamérica      | Otros territorios | Todo el mundo     | Récords de taquilla | Presupuesto   | Referencia        |
| --------------------------------- | ----------------------- | ----------------- | ----------------- | ----------------- | ------------------- | ------------- | ----------------- |
| Un viaje inesperado               | 12 de diciembre de 2012 | $303,003,568      | $718,100,000      | $1,021,103,568    | 26                  | $200 millones | [ 89 ]            |
| La desolación de Smaug            | 13 de diciembre de 2013 | $258,366,855      | $700,000,000      | $958,366,855      | 34                  | $225 millones | [ 91 ]            |
| La batalla de los Cinco Ejércitos | 17 de diciembre de 2014 | $255,119,788      | $700,900,000      | $956,019,788      | 35                  | $250 millones | [ 93 ]            |
| Total                             | Total                   | $816,490,211      | $2,116,000,000    | $2,932,490,211    | -                   | $675 millones | [ 1 ] [ 2 ] [ 3 ] |
| Promedio                          | Promedio                | $272.1 millones   | $705.3 millones   | $977.4 millones   | -                   | -             | [ 94 ]            |

### Público y respuesta de la crítica
| Película                          | Rotten Tomatoes   | Rotten Tomatoes      | Rotten Tomatoes     | Metacritic      | CinemaScore | IMDb                | FilmAffinity       |
|                                   | Crítica           | Críticos importantes | Audiencia           | Metacritic      | CinemaScore | IMDb                | FilmAffinity       |
| --------------------------------- | ----------------- | -------------------- | ------------------- | --------------- | ----------- | ------------------- | ------------------ |
| Un viaje inesperado               | 64% (307 reseñas) | 52% (71 reseñas)     | 83% (250 000 votos) | 58 (40 reseñas) | A           | 7.8 (847 000 votos) | 7.0 (84 312 votos) |
| La desolación de Smaug            | 74% (254 reseñas) | 67% (66 reseñas)     | 85% (250 000 votos) | 66 (44 reseñas) | A-          | 7.8 (682 000 votos) | 6.7 (63 790 votos) |
| La batalla de los Cinco Ejércitos | 59% (268 reseñas) | 49% (69 reseñas)     | 74% (100 000 votos) | 59 (46 reseñas) | A-          | 7.4 (551 000 votos) | 6.3 (47 783 votos) |
| Total                             | 66%               | 56%                  | 81%                 | 61              | A-          | 7.7                 | 6.7                |

### Premios
«Un viaje inesperado» ganó el premio a "Logro técnico" de la «Sociedad de Críticos de Cine de Houston», que también lo nominó por "Mejor Canción Original", el premio a "Cinematografía Virtual sobresaliente" por la «Sociedad de Efectos Visuales» y los Premios Empire por "Mejor Actor" gracias a Martin Freeman y "Mejor Película de Ciencia Ficción / Fantasía ". Entre otras, la película también ha recibido tres nominaciones a los premios de la Academia, una nominación de la «Asociación de Críticos de Cine del Área de Washington DC», cuatro nominaciones de la« Asociación de Críticos de Cine de Broadcast», seis nominaciones de la «Sociedad de Efectos Visuales» y tres nominaciones de la «Phoenix Film Critics Society» .